# Division Nationale 2007-2008
La Division Nationale 2007-2008, nota anche come Fortis Ligue 2007-2008 per motivi di sponsorizzazione, è stata la novantaquattresima edizione della massima serie del campionato lussemburghese di calcio. È iniziata il 4 agosto 2007 e si è conclusa il 31 maggio 2008. Il F91 Dudelange ha vinto il campionato per la settima volta, la quarta consecutiva. Capocannoniere del torneo è stato Emmanuel Coquelet, calciatore del F91 Dudelange, con 20 reti.

## Stagione

### Novità
Dalla Division Nationale 2006-2007 erano stati retrocessi il Mondercange e l'Mamer 32, mentre dalla Éirepromotioun 2006-2007 erano stati promossi il R.M. Hamm Benfica e l'Avenir Beggen.

### Formula
Le quattordici squadre partecipanti si sono affrontate in un girone all'italiana con partite di andata e ritorno per un totale di 26 giornate. Al termine del campionato la prima classificata era designata campione del Lussemburgo e ammessa al primo turno preliminare della UEFA Champions League 2008-2009. La squadra seconda classificata veniva ammessa in Coppa UEFA 2008-2009, assieme alla vincitrice della coppa nazionale. Un ulteriore posto veniva assegnato per la partecipazione alla Coppa Intertoto 2008. Le ultime due classificate venivano retrocesse direttamente in Éirepromotioun, mentre la dodicesima classificata affrontava la terza classificata in Éirepromotioun in un play-off promozione/retrocessione.

## Squadre partecipanti
| Squadra            | Città            | Stagione precedente                |
| ------------------ | ---------------- | ---------------------------------- |
| Avenir Beggen      | Beggen           | 2º posto in Éirepromotioun         |
| Differdange 03     | Differdange      | 3º posto nella Division Nationale  |
| Etzella Ettelbruck | Ettelbruck       | 2º posto nella Division Nationale  |
| F91 Dudelange      | Dudelange        | Campione del Lussemburgo           |
| Grevenmacher       | Grevenmacher     | 6º posto nella Division Nationale  |
| Jeunesse Esch      | Esch-sur-Alzette | 9º posto nella Division Nationale  |
| Käerjeng 97        | Bascharage       | 8º posto nella Division Nationale  |
| Pétange            | Pétange          | 10º posto nella Division Nationale |
| Progrès Niedercorn | Niederkorn       | 7º posto nella Division Nationale  |
| RU Luxembourg      | Lussemburgo      | 4º posto nella Division Nationale  |
| R.M. Hamm Benfica  | Lussemburgo      | 1º posto in Éirepromotioun         |
| Swift Hesperange   | Hesperange       | 5º posto nella Division Nationale  |
| Victoria Rosport   | Rosport          | 12º posto nella Division Nationale |
| Wiltz 71           | Wiltz            | 11º posto nella Division Nationale |

## Classifica finale
|  | Pos. | Squadra            | Pt | G  | V  | N | P  | GF | GS | DR  |
|  | ---- | ------------------ | -- | -- | -- | - | -- | -- | -- | --- |
|  | 1.   | F91 Dudelange      | 71 | 26 | 23 | 2 | 1  | 74 | 12 | +62 |
|  | 2.   | RU Luxembourg      | 50 | 26 | 14 | 8 | 4  | 50 | 28 | +22 |
|  | 3.   | Jeunesse Esch      | 45 | 26 | 13 | 6 | 7  | 51 | 39 | +12 |
|  | 4.   | Etzella Ettelbruck | 44 | 26 | 13 | 5 | 8  | 54 | 48 | +6  |
|  | 5.   | Avenir Beggen      | 37 | 26 | 11 | 4 | 11 | 41 | 38 | +3  |
|  | 6.   | Grevenmacher       | 36 | 26 | 10 | 6 | 10 | 45 | 36 | +9  |
|  | 7.   | Differdange 03     | 35 | 26 | 11 | 2 | 13 | 43 | 43 | 0   |
|  | 8.   | R.M. Hamm Benfica  | 32 | 26 | 9  | 5 | 12 | 32 | 48 | -16 |
|  | 9.   | Swift Hesperange   | 31 | 26 | 8  | 7 | 11 | 36 | 44 | -8  |
|  | 10.  | Käerjeng 97        | 30 | 26 | 8  | 6 | 12 | 30 | 40 | -10 |
|  | 11.  | Progrès Niedercorn | 28 | 26 | 7  | 7 | 12 | 31 | 46 | -15 |
|  | 12.  | Wiltz 71           | 25 | 26 | 6  | 7 | 13 | 33 | 48 | -15 |
|  | 13.  | Victoria Rosport   | 24 | 26 | 6  | 6 | 14 | 29 | 56 | -27 |
|  | 14.  | Pétange            | 19 | 26 | 4  | 7 | 15 | 27 | 50 | -23 |

Legenda:
      Campione del Lussemburgo e ammessa alla UEFA Champions League 2008-2009.
      Ammessa alla Coppa UEFA 2008-2009.
      Ammessa alla Coppa Intertoto 2008.
 Ammessa ai play-off promozione/retrocessione.
      Retrocessa in Éirepromotioun 2008-2009.
Note:
Tre punti a vittoria, uno a pareggio, zero a sconfitta.

## Spareggio promozione-retrocessione
|          | Risultati |           | Luogo e data                |
| -------- | --------- | --------- | --------------------------- |
| Wiltz 71 | 0 - 2     | Steinfort | Lussemburgo, 31 maggio 2008 |
|          |           |           |                             |